# Gai Juli Cèsar (pretor)
Gai Juli Cèsar (en llatí Caius Julius Caesar) va ser un magistrat romà. Formava part de la gens Júlia, i era de la branca dels Cèsar.
Era fill de Gai Juli Cèsar. Es casà amb Aurèlia i va ser el pare de Juli Cèsar. Va ser pretor, però no se sap en quin any. Va morir sobtadament a Pisa l'any 84 aC mentre s'estava vestint. Juli Cèsar tenia llavors 16 anys i més tard (l'any 65 aC) va celebrar uns jocs en el seu honor quan era edil curul.